# Еловица (област Монтана)
 За другото българско село вижте Еловица (Област Перник).  
Ело̀вица е село в Северозападна България. Намира се в община Георги Дамяново, област Монтана.

## География
Село Еловица е разположено в планински район.
Селото има над 100 къщи, но едва петнайсетина постоянни жители.

## Редовни събития
- 24 май – събор на селото